# 徳大寺実則

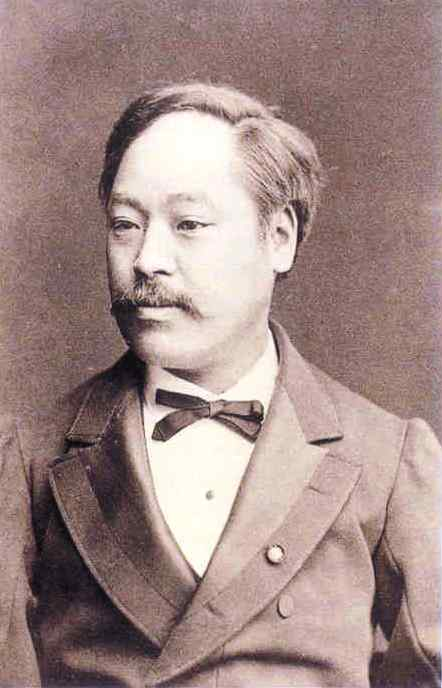
徳大寺実則

德大寺 實則（とくだいじ さねつね、天保10年12月6日〈1840年1月10日〉 - 1919年〈大正8年〉6月4日）は、日本の公卿、政治家。宮内卿、内大臣、明治天皇の侍従長等を務めた。位階・勲等・爵位は従一位大勲位公爵。新字体で徳大寺 実則と表記されることもある。

## 概要
尊皇攘夷派の公卿として活躍し、1862年（文久2年）、国事御用掛、翌年議奏となったが、1863年（文久3年）に起こった八月十八日の政変に関与し謹慎となった。王政復古の後、1868年（慶応4年）1月に明治政府の参与・議定として内国事務総督を兼ね、2月には内国事務局督、1869年（明治2年）、内廷職知事、ついで大納言に至った。
1871年（明治3年）、宮内省に入り、侍従長・宮内卿と兼任に至った。1891年（明治24年）、内大臣兼侍従長となり、明治天皇の側近として天皇が崩御するまで補佐した。明治天皇の政治関与には強く反対し、元田永孚らが侍補制度を定めて天皇親政運動を行った折にはその阻止に動いた。また、自らの政治的関与も強く戒めて侍従長在任中は政界に転じた実弟の西園寺公望とは公の場所以外では会話しなかったと言われている。
1919年（大正8年）6月4日、流行性感冒（スペインかぜ）のため千駄ヶ谷の自宅で薨去。享年80。

## 人物
- 明治・大正・昭和の三代に亘って仕人（つこうど。宮中の諸雑務に携わる宮内省の下級職員）として勤務した小川金男は、侍従長退職後の実則について以下のように回想している[3]。

## 墓所
墓所は当初谷中霊園（どの区画にあったかは不明）にあったが、多磨霊園に改葬されている。
なお東京都から官報の無縁墳墓等改葬公告が出ており、2021年度現在はまだ現存しているが、無縁撤去となる可能性が高い。 
子孫の徳大寺実啓は健在。実則次代公弘の子である実厚から京都の黒谷墓地を墓所としている。

## 官途
※1872年までの日付は旧暦
- 嘉永元年（1848年）7月12日、従五位下に叙位。
- 嘉永2年（1848年）1月5日、従五位上に昇叙。
- 嘉永3年（1850年）2月3日、正五位下に昇叙。
- 嘉永4年（1851年）3月22日、侍従に任官。7月28日、従四位下に昇叙、侍従は元の如し。12月4日、元服して禁色と昇殿を聴される。
- 嘉永5年（1852年）1月27日、従四位上に昇叙、侍従は元の如し。
- 嘉永6年（1853年）5月8日、正四位下に昇叙、侍従は元の如し。
- 嘉永7年（1854年）3月7日、右近衛権少将に転任。
- 安政4年（1857年）2月8日、左近衛権中将に転任。12月19日、従三位に昇叙、左近衛権中将は元の如し。
- 安政5年（1858年）3月24日、正三位に昇叙、左近衛権中将は元の如し。
- 文久2年（1862年）4月25日、権中納言に転任。12月9日、朝廷の国事御用掛を兼帯。12月24日、従二位に昇叙、権中納言と国事御用掛は元の如し。
- 文久3年（1863年）4月17日、議奏を兼帯。8月24日、議奏を辞す。
- 慶応3年（1867年）2月28日、正二位に昇叙、権中納言と国事御用掛は元の如し。12月9日、国事御用掛廃止。
- 慶応4年（1868年）1月3日、明治政府の参与を兼帯。1月9日、議定に異動。2月2日、権大納言に転任、議定は元の如し。1月20日、政府内国事務局督を兼帯。閏4月21日、官制改革により議政官の上局の議定（立法府の上院の議員）を兼帯、内国事務局督は元の如し。
- 明治2年（1869年）7月8日、官制改革により大納言を拝命。4月、内廷職知事を兼帯。
- 明治3年（1870年）2月、山口宣撫使を兼帯。
- 明治4年（1871年）7月14日、大納言を辞し、麝香間祗候となる。8月4日、侍従長を拝命。9月15日、宮内卿を兼任。
- 明治10年（1877年）8月29日、官制改革により侍従長を辞し、一等侍補を兼帯。11月22日、勲一等旭日大綬章。
- 明治11年（1878年）6月7日、一等侍補を辞す、宮内卿は元の如し（専任）。
- 明治17年（1884年）3月21日、官制改革により旧制の侍従長が復活したことにともない侍従長に再任、宮内卿は辞す。7月7日、華族令により侯爵に叙爵。
- 明治18年（1885年）7月、華族局長官を兼帯。
- 明治23年（1890年）2月、貴族院侯爵議員[4]
- 明治24年（1891年）2月21日、内大臣を拝命、侍従長は元の如し。
- 明治32年（1899年）12月6日、従一位に昇叙[5]。
- 明治39年（1906年）4月1日、大勲位菊花大綬章[6]
- 明治44年（1911年）4月21日、多年の勲功により公爵に陞爵[7]。貴族院公爵議員[4]。
- 大正元年（1912年）8月13日、内大臣兼侍従長を退任。
- 大正8年（1919年）6月4日、大勲位菊花章頸飾[8]、同日薨去（満79歳没）

## 栄典
位階
- 1899年（明治32年）12月6日 - 従一位[5]

爵位
- 1884年（明治17年）7月7日 - 侯爵[9]
- 1911年（明治44年）4月21日 - 公爵[7]

勲章等
| 受章年                     | 略綬 | 勲章名                   | 備考 |
| -------------------------- | ---- | ------------------------ | ---- |
| 1888年（明治21年）4月9日   |      | 銀製黄綬褒章             |      |
| 1889年（明治22年）11月25日 |      | 大日本帝国憲法発布記念章 |      |
| 1895年（明治28年）10月7日  |      | 旭日桐花大綬章           |      |
| 1906年（明治39年）4月1日   |      | 大勲位菊花大綬章         |      |
| 1906年（明治39年）4月1日   |      | 明治三十七八年従軍記章   |      |
| 1909年（明治42年）4月18日  |      | 皇太子渡韓記念章         |      |
| 1912年（大正元年）8月1日   |      | 韓国併合記念章           |      |
| 1915年（大正4年）11月10日  |      | 大礼記念章（大正）       |      |
| 1919年（大正8年）6月4日    |      | 大勲位菊花章頸飾         |      |

外国勲章佩用允許
| 受章年                     | 国籍                                 | 略綬 | 勲章名               | 備考 |
| -------------------------- | ------------------------------------ | ---- | -------------------- | ---- |
| 1885年（明治18年）5月8日   | ロシア帝国                           |      | 神聖アンナ第一等勲章 |      |
| 1885年（明治18年）5月25日  | スウェーデン＝ノルウェー連合王国     |      | 北極星勲一等勲章     |      |
| 1886年（明治19年）6月7日   | メクレンブルク＝シュヴェリーン大公国 |      | グライヘン第一等勲章 |      |
| 1891年（明治24年）6月1日   | オスマン帝国                         |      | 美治慈恵第一等勲章   |      |
| 1905年（明治38年）10月11日 | 大韓帝国                             |      | 李花大綬章           |      |
| 1905年（明治38年）10月24日 | ドイツ帝国                           |      | 赤鷲大綬章           |      |
| 1908年（明治41年）6月6日   | 大韓帝国                             |      | 瑞星大綬章           |      |
| 1908年（明治41年）10月19日 | 大清帝国                             |      | 頭等第二双竜宝星     |      |

## 家族・親族
- 父：徳大寺公純
  - 弟：西園寺公望、住友友純、末弘威麿ら
- 妻：山内嘉年子（山内豊資の六女）[25]
- 妻：銀子[26]
  - 長男：徳大寺公弘
  - 次男：高千穂宣麿（高千穂栄子養子[27]）
  - 長女：順子（公爵鷹司熙通の妻）
  - 次女：祚子（侯爵佐竹義生の妻）
  - 三女：蓁子（三井高従（三井室町家）の妻）
  - 三男：徳大寺則麿（1878年12月17日-1964年1月28日、男爵[28]）
    - 孫：徳大寺長麿（1911年6月20日-1984年3月24日[28]）
      - 曾孫：徳大寺公忠（1945年2月8日[28]）
        - 玄孫：徳大寺公仁（1977年8月24日[28]）

    - 孫：徳大寺元麿（1914年5月22日-1988年11月19日[28]）
    - 孫：徳大寺三郎（1917年2月3日生[28]）
- 側室：勝田八重子（1888年1月30日没）
  - 四女：治子（子爵松平頼孝の妻）
  - 四男：徳大寺彬麿（1882年12月18日生、1926年4月15日分家[27]、建築家）
  - 五女：伊楚子（公爵島津忠重の妻）[29]

## 系譜
東山天皇の男系七世子孫である。東山天皇の孫（閑院宮直仁親王の子）で鷹司家を継いだ鷹司輔平の男系後裔。

詳細は皇別摂家#系図も参照のこと。

## 脚註
1. ↑  服部敏良『事典有名人の死亡診断 近代編』付録「近代有名人の死因一覧」（吉川弘文館、2010年）19頁。
2. ↑  「徳大寺公逝く」『東京朝日新聞』1919年6月5日付朝刊、5頁。
3. ↑  小川金男『皇室の茶坊主 下級役人がみた明治・大正の「宮廷」』河西秀哉監修、創元社、2023年（原著1951年）、276-277頁。ISBN 978-4-422-20169-6。
4. 1 2  『議会制度百年史 - 貴族院・参議院議員名鑑』11頁。
5. 1 2  『官報』第4931号「叙任及辞令」1899年12月7日。
6. 1 2  『官報』号外「叙任及辞令」1907年1月28日。
7. 1 2  『官報』第8347号「授爵・叙任及辞令」1911年4月22日。
8. 1 2  『官報』第2050号「叙任及辞令」1919年6月5日。
9. ↑  『官報』第307号「叙任及辞令」1884年7月8日。
10. ↑  『官報』第1430号「彙報」1888年4月10日。
11. ↑  『官報』第1928号「叙任及辞令」1889年11月30日。
12. ↑  『官報』第3684号「叙任及辞令」1895年10月8日。
13. ↑  『官報』第7578号・付録「辞令」1908年9月28日。
14. ↑  『官報』第7779号「叙任及辞令」1909年6月2日。
15. ↑  『官報』第205号・付録「辞令」1913年4月9日。
16. ↑  『官報』第1310号・付録「辞令」1916年12月13日。
17. ↑  『官報』第554号「賞勲叙任」1885年5月9日。
18. ↑  『官報』第569号「賞勲」1885年5月27日。
19. ↑  『官報』第879号「叙任及辞令」1886年6月8日。
20. ↑  『官報』第2378号「叙任及辞令」1891年6月5日。
21. ↑  『官報』第6691号「叙任及辞令」1905年10月16日。
22. ↑  『官報』第6700号「叙任及辞令」1905年10月27日。
23. ↑  『官報』第7497号「叙任及辞令」1908年6月24日。
24. ↑  『官報』第7600号「叙任及辞令」1908年10月24日。
25. ↑  霞会館 1996, p. 174.
26. ↑  華族名鑑 : 更新調正 増補再版 彦根正三 博公書院 1891.12
27. 1 2  平成新修旧華族家系大成下p174-175
28. 1 2 3 4 5 6  平成新修旧華族家系大成下p176
29. ↑   しらゆき. 島津出版会刊

## 関連文献
- 梶田明宏「徳大寺実則の履歴について--明治17年侍従長就任以前を中心に」、沼田哲編『明治天皇と政治家群像--近代国家形成の推進者たち』吉川弘文館、2002年、所収。ISBN 4-642-03744-6